# إريك بلوخ
إريك بلوخ (بالإنجليزية: Erich Bloch) (مواليد 9 يناير 1925 - 25 نوفمبر 2016) كان مهندس كهربائي أمريكي ألماني المولد. شغل منصب مدير مؤسسة العلوم الوطنية من عام 1984 حتى 1990.
درس بلوخ الهندسة الكهربائية في المعهد الفدرالي السويسري للتكنولوجيا في زيورخ ونال شهادة البكالوريوس للعلوم في الهندسة الكهربائية من جامعة بافالو وانضم لشركة آي بي إم في عام 1952.